# Reymond Clavel
Reymond Clavel, né le 23 juin 1950 à Oulens-sous-Échallens et décédé le 24 juin 2025, est un roboticien suisse, inventeur du premier robot parallèle motorisé.

## Biographie
Reymond Clavel obtient son diplôme de génie mécanique à l'école polytechnique fédérale de Lausanne (EPFL) en 1973. Après neuf ans d’expérience dans l'industrie chez Hermes Precisa International (recherche et développement), il devient professeur adjoint à l'EPFL, où il obtient son doctorat PhD en robotique parallèle en 1991. Il devient directeur du laboratoire de systèmes robotiques 2 (LSRO2) spécialisé dans le développement de robots parallèles. Il est l'inventeur du robot Delta. Son domaine de recherche et d'enseignement a concerné en particulier la robotique, micro-robotique et les mécanismes de grande précision.
Le 21 mai 2013, il donne sa leçon d'honneur, et devient retraité et Professeur Honoraires de l'EPFL.

## Sources
Fonds : Reymond Clavel (1973-2018) [0.10 mètre linéaire].  Cote : CH-000053-1 PP 1108. Archives cantonales vaudoises (présentation en ligne).